# Dominic Barclay
Dominic Alexander Barclay (sinh ngày 5 tháng 9 năm 1976) là một cầu thủ bóng đá người Anh thi đấu ở vị trí tiền đạo tại Football League.